# بخش شامبری
بخش شامبری (به فرانسوی: Arrondissement de Chambéry) یک بخش در فرانسه است که در ساووآ واقع شده‌است.